# Ferdinand Kieckens

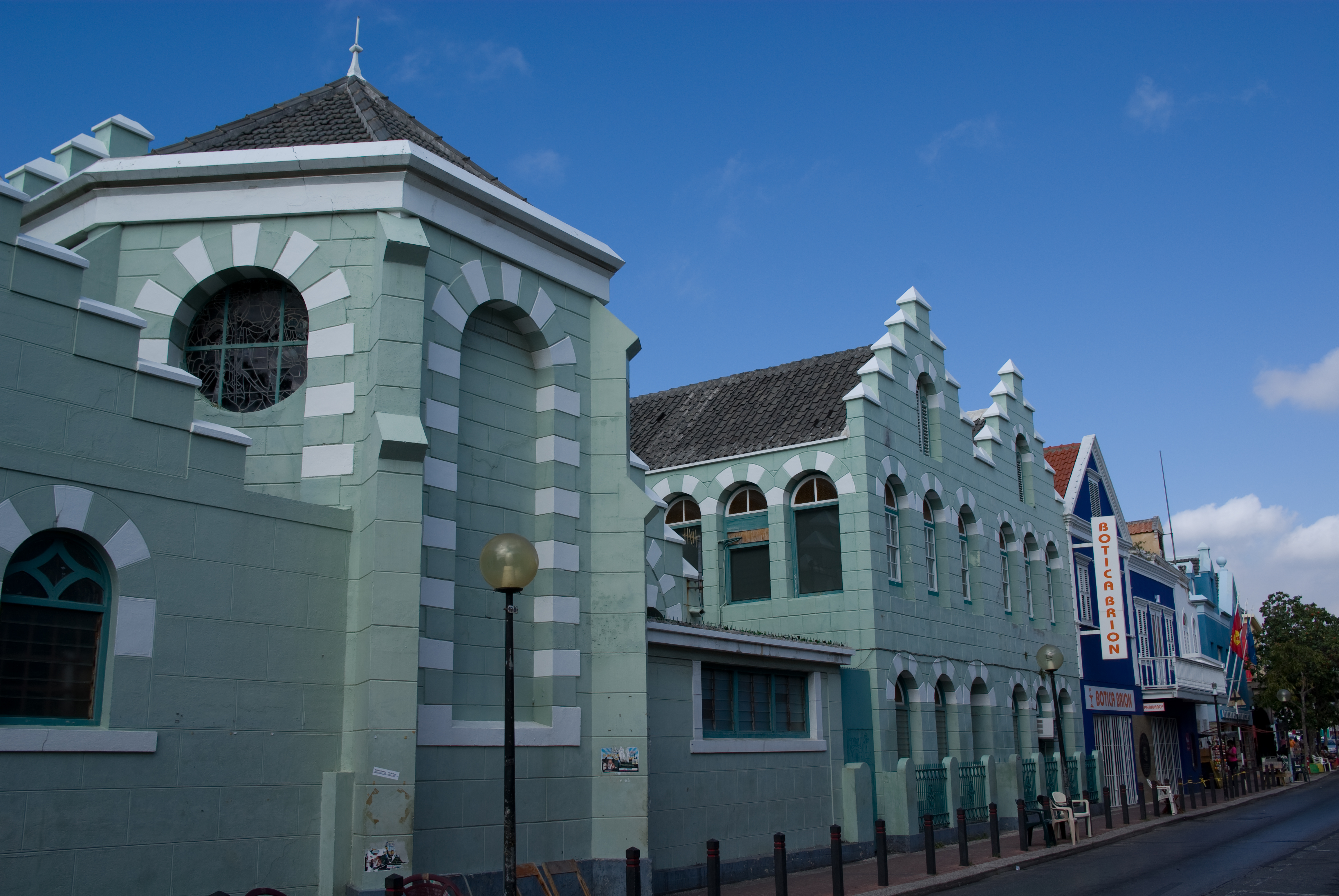
Santa Ana, Otrabanda, opgericht 1752, pro-kathedraal vanaf 1843

Ferdinand Eduard Cornelis Kieckens (Breda, 11 april 1827 – Curaçao, 8 december 1893) was een Nederlands geestelijke van de Rooms-Katholieke kerk die 44 jaar werkzaam was als missionaris op Curaçao. 

## Op missie
Kieckens kwam uit een vermogende familie. Hij was de jongste uit een gezin van negen kinderen.
In 1848, op 21 -jarige leeftijd, trok hij naar Curaçao waar apostolisch vicaris Niewindt hem in 1850 tot priester wijdde. 
Kieckens werd kapelaan op Sint Anna, waar hij grond kocht en grotendeels op eigen kosten een hospitaal oprichtte. De in 1855 door Niewindt aangetrokken Zusters Franciscanessen van Breda zorgden voor de verpleging. Het hospitaal was niet alleen voor zieke inwoners van de kolonie, ook voor de vele, vaak buitenlandse zeelieden die Curaçao aandeden.
In 1860 trok Kieckens met de jonge priester J.A. te Riele naar de kust van Colombia. Zij woonden er een half jaar, met de bedoeling te missioneren onder de 'indianen', maar dit avontuur werd geen succes. Uitgeput keerden zij terug naar Curaçao.

## Benoemingen
In 1880 telde het hospitaal 29 zusters. Tien zusters waren sinds de oprichting reeds overleden. Ter gelegenheid van het 25-jarig bestaan van het hospitaal benoemde paus Leo XIII Kieckens tot Geheim-Kamerheer, een kerkelijke eretitel voor adellijke katholieken. Hoewel Kieckens geen bisschop of apostolisch vicaris van Curaçao was - dat was Van Ewijk - werd hij wel aangesproken als 'monseigneur' en niet als 'pater'. Voor de titeltoekenning keerde Kieckens terug naar Nederland in gezelschap van Te Riele.
In 1884, reeds gepensioneerd priester, ontving hij uit handen van president Blanco van Venezuela het 'Ordeteken der vierde klasse van het Borstbeeld van den Bevrijder'. Kieckens was tevens bestuurslid van de Curaçaosche Hypotheekbank. Hij was een invloedrijk man, die diende onder in totaal vijf achtereenvolgende bisschoppen. Bij elk overlijden nam hij het bestuur van het vicariaat tijdelijk waar. Hij trad echter niet toe tot een religieuze orde.

## R.K. Onderwijs
In 1886 wist Kieckens gedaan te krijgen -na aanvankelijke weigering door superior De Beer- dat er voor het eerst fraters van Zwijsen naar Curaçao kwamen. Dit waren Mauritius, Ludgerus en Patricius, respectievelijk een oud-Zouaaf die kinderoppas werd, een timmerman en een kok. Kieckens haalde ze persoonlijk op, betaalde hun reis, kocht voor hen een terrein op San Fuego en een huis ter verblijf. Er zouden spoedig meer fraters volgen van dezelfde congregatie.
In 1887 bouwde hij het succursaalhuis Colegio Santo Tomás, een soort kleinseminarie. De eerste leerlingen ervan kwamen voornamelijk uit Venezuela en Santo Domingo, kinderen van welgestelde, spaanstalige ouders. Vicaris Reynen zag echter niet veel in een internaat voor buitenlandse kinderen dat geen priesters zou opleveren. De achteruitgang van het St. Thomascollege heeft Kieckens niet meer meegemaakt, want hij stierf in 1893. Het opleidingsinstituut werd in 1904 opgeheven. Ondanks het geringe succes bracht het wel geld in het laatje wat kon worden aangewend voor de uitbouw van R.K. volksscholen.  
In 1892 liet Kieckens, onder bisschop Joosen, de Sint Vincentius jongensschool bouwen, waar nieuwe fraters uit Tilburg les zouden gaan geven. Een van hen, Radulphus, schreef het eerste Curaçaose 'volkslied' (Den tur nacion), waarop later frater Candidus de muziek schreef. 

## Erfenis
Kieckens stierf op 66-jarige leeftijd, na een lang ziekbed waarbij hij verpleegd werd in zijn eigen hospitaal. Zijn erfenis kwam deels ten goede aan dit hospitaal zodat het kon blijven functioneren na zijn dood. Hieruit ontstond het huidige Sint-Elisabeth Hospitaal van Willemstad. In 1986 werd de St. Vincentiusschool samengevoegd met de St. Annaschool.